# بی‌دیلی (یولاخ)
بی‌دیلی (به لاتین: Bəydili) منطقه‌ای مسکونی در جمهوری آذربایجان است که در شهرستان یولاخ واقع شده است.